# Exploitation du bassin du Boulonnais

Localisation du gisement sur la carte des bassins houillers français.

Étendue de bassin houiller dans le département Pas-de-Calais.

L'exploitation du bassin du Boulonnais commence de manière très marginale grâce à des affleurements découverts vers 1660, et se termine après la nationalisation[Quoi ?] au début des années 1950. Au XVIIe siècle, l'ensemble de ces communes appartenaient à la province de Picardie, d'où l'expression « bassin houiller Picard ». La première fosse, celle du Cavrel de Tagny, est ouverte en 1692, et la plupart des fosses des mines du Boulonnais sont ouvertes durant la première moitié du XIXe siècle.
Le bassin du Boulonnais est une des constituantes du Bassin minier du Nord-Pas-de-Calais. Toutefois, la production est toujours restée faible par rapport aux autres compagnies. L'âge d'or de ce bassin, du point de vue de la production, se situe à la fin des années 1870 et au début des années 1880. La majorité des fosses ouvertes n'ont servi qu'à glaner la houille. L'exportation de celle-ci se faisait principalement grâce à un embranchement construit sur la ligne de Boulogne-Ville à Calais-Maritime.
Des personnalités telles que François Joseph Théodore de Désandrouin et Gaspard Moïse Augustin de Fontanieu ont marqué l'exploitation de ce bassin. Celui-ci est réputé pour avoir un terrain houiller situé à une faible profondeur, ainsi que de fortes venues d'eau qui ont noyé bon nombre de fosses.

## La découverte, à la fin duXVIIesiècle
La légende veut que la houille ait été découverte vers l'année 1660 par un cultivateur de Réty, qui labourait son champ avec sa charrue. Celle-ci aurait mis au jour un affleurement, sur les communes d'Hardinghem et de Réty, dans le petit bassin du Bois des Roches et d'Hénichart,. La houille affleurait en effet le long de la faille de Ferques, à l'ouest d'Hardinghem et à Réty, jusqu'au hameau de Locquinghem, ainsi que dans le bois des Roches, elle est recouverte seulement de terre végétale.
Un mémoire sur la minéralogie du Boulonnais, publié en l'an III au Journal des Mines, indique que l'exploitation des mines de charbon paraît y avoir commencé en 1692. La fosse du Cavrel de Tagny est ouverte cette année-là, et abandonnée en 1693. Elle est constituée de trois puits, et atteint le calcaire carbonifère.
D'autres hypothèses existent. M. Monnet avance la date de 1720. Le résumé des travaux statistiques de l'administration des Mines de l'année 1838 indique que le bassin d'Hardinghen a été découvert en 1730, et que l'extraction du combustible s'y est continuée sans interruption jusqu'à la date du résumé. M. Morand indique quant à lui en 1768 : « En 1739, on découvrit une mine de charbon de terre dans la paroisse d'Ardinghen, proche Boulogne ; un autre dans la paroisse de Rethi dont le charbon est très bon pour les briqueteries, les fours à chaux et l'usage des maréchaux ».
Albert Olry considère que la date de 1660 peut paraître trop ancienne, et que celle de 1692, première fosse datée, peut paraître trop tardive, et a fortiori les dates avancées de 1720, 1730 et 1739. Un arrêt du Conseil d'État, en date du 16 juillet 1689, accorde au duc du Montausier et à ses hoirs, successeurs et ayants-causes, pour une durée de quarante ans, le privilège d'exploiter toutes les mines et minières de charbon de terre qu'ils découvriraient dans l'étendue du Royaume de France, le Nivernais excepté. Le duc de Montausier est mort en 1690, sans avoir fait usage de ce privilège. L'arrêt du 29 avril 1692, confirme la jouissance à sa fille et héritière, la duchesse d'Usez, mais en formulant une réserve à l'égard des terres de Réty et d'Austruy, situées dans le Boulonnais, ainsi que celles d'Arquiau, appartenant à la généralité d'Orléans, au sujet desquelles elle avait pris des arrangements avec les sieurs de Tagny et de Mason, qui en étaient les seigneurs et hauts justiciers. Une autre exception est accordée par le roi en 1692, sans doute avec l'assentiment de la duchesse d'Usez, en faveur de Louis-Marie-Victor, duc d'Aumont, gouverneur de Boulogne, fils et héritier du maréchal d'Aumont, pour les autres communes du Boulonnais.

## L'exploitation par la famille Desandrouin
En 1720 sont arrivés Jean-Antoine et François-Joseph, fils de Gédéon Desandrouin, seigneur d'Heppignies, de Lodelinsart, et du Longbois. Ce dernier a obtenu par arrêt du Conseil d'État du 1er février l'autorisation de construire une verrerie dans le Boulonnais. Ses deux fils sont les frères de Jean-Jacques Desandrouin, un des fondateurs de la Compagnie des mines d'Anzin. Jean-Antoine meurt le 18 novembre 1722. François-Joseph acquiert la jouissance des mines d'Hardinghen, dont il a poursuivi l'exploitation. Il meurt le 7 mai 1731, son frère, Jean-Pierre Desandrouin lui succède. Les mines d'Hardinghem et de Réty sont restées plus d'un siècle dans cette famille. Gaspard Moïse Augustin de Fontanieu a été le principal concurrent de la famille Desandrouin. Seigneur et marquis de Fiennes, il acquiert en 1730 la terre de Fiennes de la comtesse de Valençay, présente une requête au roi en 1735, et entreprend plusieurs fosses, en vertu de son droit de propriétaire du sol, sur les territoires de Fiennes, et même d'Hardinghen.

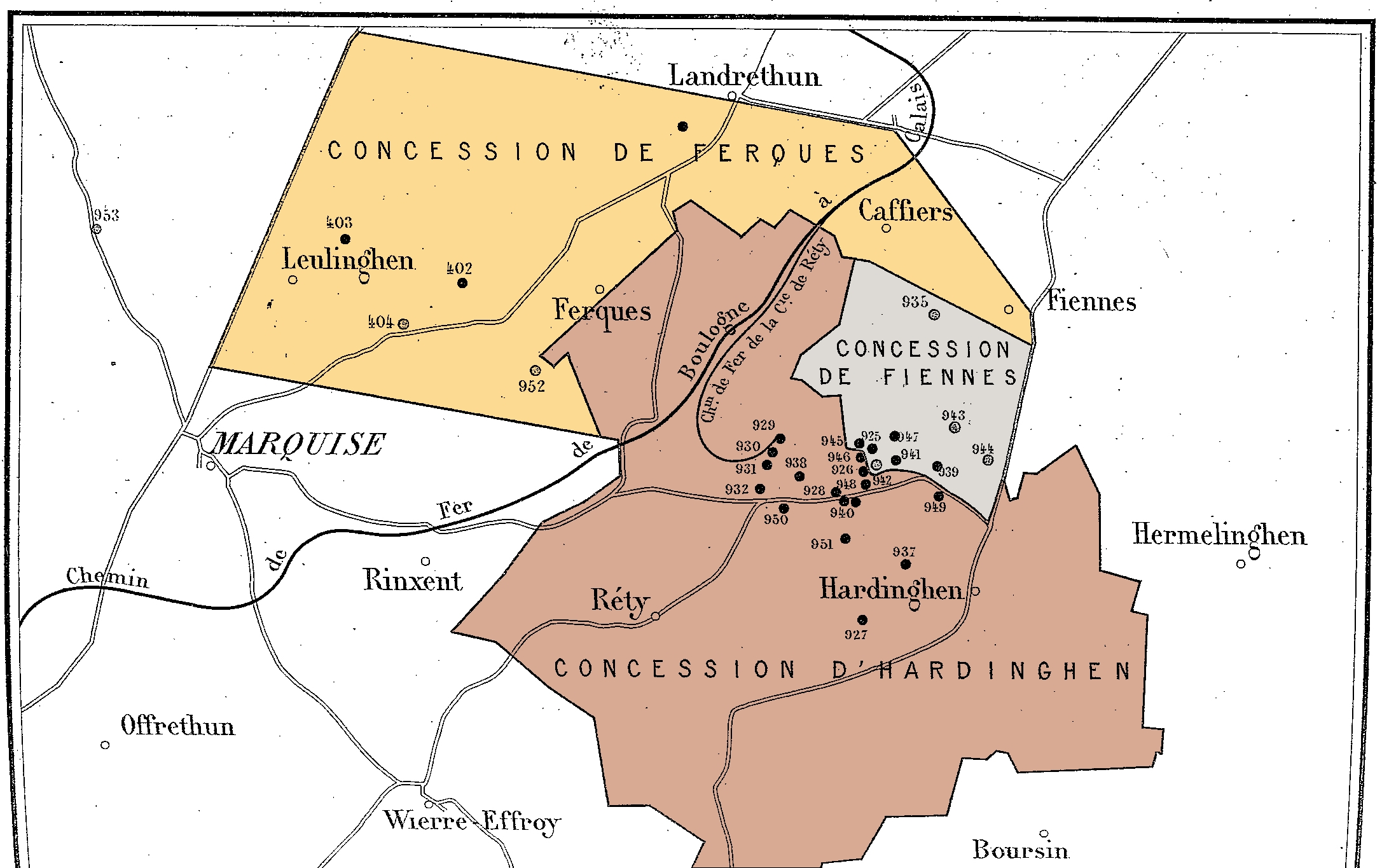
Les concessions du Boulonnais vers 1880.

Les limites des territoires étant mal connues, de nombreuses contestations se sont produites, et après de longs débats, une transaction a eu lieu le 15 mai 1739, homologuée par un arrêt du Conseil du roi du 26 mai 1739. Cet arrêt prend pour ligne de démarcation la route de Marquise à Hardinghem. De Fontanieu obtient alors le droit d'exploiter la région située au nord de cette route, vers Fiennes, jusqu'aux confins du territoire de Réty, et Desandrouin conserve la région sud, qui comprend toutes les fosses d'Hardinghem. Un arrêt du Conseil d'État, en date du 6 juin 1741, autorise le duc d'Aumont et d'Humières à continuer pendant trente ans l'exploitation des mines de charbon du Boulonnais et du comté d'Ardres, avec exception du village de Fiennes et de son territoire en faveur du sieur de Fontanieu, et des terres de Réty et d'Austruy en faveur du sieur de Bucamp. Sous conditions, les propriétaires du sol peuvent également exploiter eux-mêmes. Le baron de Contes d'Esgranges, seigneur de Bucamps, s'est associé à Jean-Pierre Desandrouin dès 1730, seuls deux groupes exploitent alors le bassin du Boulonnais, les propriétaires gardant le pouvoir d'extraire du charbon sur leurs terres, sous réserves des restrictions édictées par l'arrêt du Conseil d'État,.

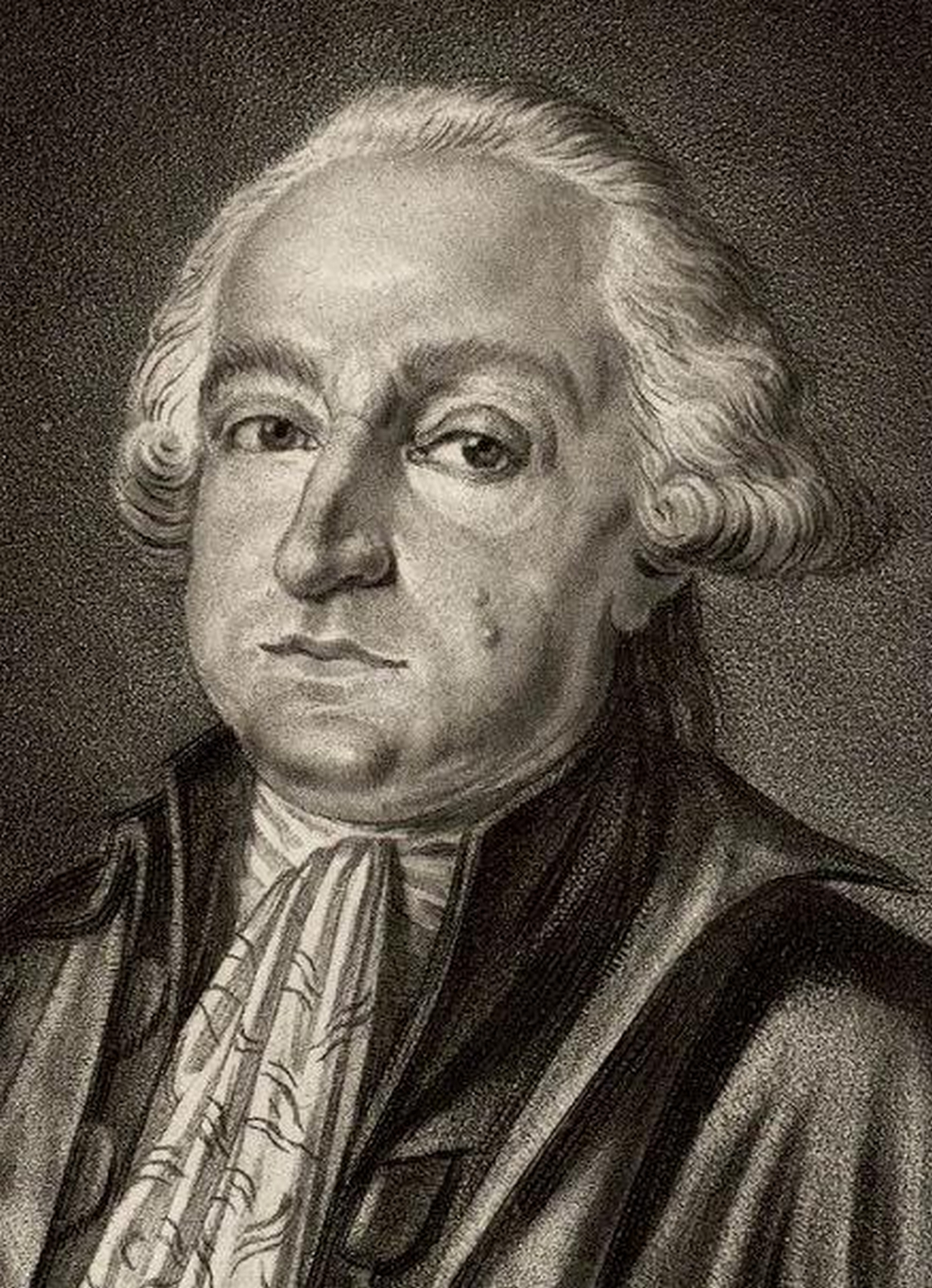
François Joseph Théodore de Désandrouin.

L'exploitation des mines en France est réglementée peu de temps après par un arrêt du Conseil en date du 14 janvier 1744, soumettant explicitement leur ouverture au régime de la permission préalable. Jean-Pierre Desandrouin meurt sans postérité le 29 mai 1764. Il lègue ses exploitations à son neveu le vicomte François Joseph Théodore, fils de Jean-Jacques Desandrouin, qui a été député aux États généraux de 1789, et mort à son tour célibataire le 21 juillet 1801. Celui-ci a fait creuser les fosses du Réperchoir ou du Privilégié, du Bois de Saulx no 1, Saint-Ignace, du Privilège, Sainte-Marguerite no 1...
Le 9 juin 1771, le Conseil d'État rend un arrêté confirmatif du privilège précédemment accordé au duc d'Aumont et d'Humières, pour une nouvelle durée de trente ans, en faveur du duc Louis-Marie d'Aumont, son petit-neveu et héritier, et, après lui, de son fils, le duc de Viilequier. C'était toujours le maintien de l'état de choses existant, en raison des contrats qui avaient assuré à la famille Desandrouin la jouissance des privilèges autres que ceux des hoirs de Fontanieu. En 1779, la fosse du Rocher a été ouverte sous ce régime. Deux ans après, par acte du 23 décembre 1781, François Joseph Théodore Desandrouin s'associe avec Cazin-Cléry d'Honincthun. C'est à cette période que la fosse Petite-Société, sur Hardinghen, a été ouverte, et ensuite les fosses Hénichart, du Vieux-Rocher, du Gouverneur, Lefebvre, Pâture-Grasse, du Rocher (nouvelle) et du Verger-Blondin.
Les 14 mars et 31 juillet 1784, des arrêts du Conseil d'État précisent les limites et les conditions dans lesquelles il peut être fait usage du privilège confirmé en dernier lieu par l'arrêt de 1771, et définissent plus exactement les droits réservés aux propriétaires du sol. Ces arrêts ont été rendus à propos de contestations survenues entre la société Desandrouin-Cazin, Pierre-Élisabeth de Fontanieu, fils de Gaspard-Moïse, et le sieur Desbarreaux, possesseurs premièrement dans le bassin du bois des Roches, la première des fosses Hénichart, le deuxième de celles de Noirbernes, le troisième de celles de la Tuilerie, deuxièmement dans le bassin principal d'Hardinghen, la première des fosses du Privilège et du Bois de Saulx no 1, le deuxième des fosses du Riez-Marquin et Sans-Pareille, le troisième de celle du Riez-Broutta.
Certains propriétaires font alors usage de leur droit d'exploiter sur leurs terrains, outre Desbarreaux par exemple, la société de Sesseval, a ouvert les fosses Suzette et Hiart no 1 du bois des Roches. Après la dissolution de la société Desandrouin-Cazin, survenue le 23 juin 1793, François Joseph Théodore Desandrouin passe un nouveau contrat, le 29 juin suivant, avec les deux fils Cazin-Cléry : Pierre-Élisabeth et Joseph-Alexis-Félix-Martin. C'est dans ces conditions qu'a été sollicitée, sous le régime de la loi du 28 juillet 1791, par pétition du 3 complémentaire an VI (19 septembre 1798), la concession des mines de houille d'Hardinghen. Elle est accordée le 11 nivôse an VII (1er janvier 1800), et confirmée par un arrêté des consuls du 19 frimaire an IX (10 décembre 1800).
Mais auparavant, en 1792 et 1793, le Gouvernement, poussé par la pénurie du combustible résultant de la suspension des importations de charbons étrangers en France, avait chargé le représentant du peuple Joseph Le Bon d'exploiter pour ses besoins les mines d'Hardinghen, en payant. Cette exploitation a été faite sous la conduite et la direction d'un nommé Delaplace, commissaire du Gouvernement, elle a servi à approvisionner les villes frontières. À cet effet, une souscription patriotique a été ouverte pour la recherche des mines de houille dans le district de Boulogne. Les fosses de l'An, Fédération, Patriote, Pré-Moyecque, Brunet, datent de cette époque. La fosse des Sans-Culottes a de même été creusée, sous la Terreur, dans le bois des Roches, par une société qui ne semble pas avoir possédé de titres réguliers d'exploitation, et était dirigée par un sieur Mathieu, ancien conducteur des travaux des ayants droit de la famille de Fontanieu.
Dans les dernières années du XVIIIe siècle, et les premières du XIXe siècle, les fosses Patrie, Concession, à Lions, Dhieux, Bellevue no 3, du Bois des Roches nos 1 et 2, Taverne, de l'avaleresse Dubus (reprise), Pâture à Roquet, Lamarre, Warnier, Propriété, Triquet, Playe, Pâture-Lefebvre, des Verreries (reprise), du Bois de Saulx no 2, Pré-Vauchel, du Bois des Roches nos 3 à 6, du Chemin... ont été ouvertes ou mises en activité. Un peu plus tard, la concession Desandrouin-Cazin devient perpétuelle, conformément à l'article 51 de la loi du 21 avril 1810. La fosse des Limites sur Réty, et celles du Bois d'Aulnes nos 2 et 3 datent de cette époque. Après le décès de François Joseph Théodore Desandrouin, ses intérêts dans les mines d'Hardinghen passent à Pierre-Benoît Desandrouin et à ses sœurs, autres enfants de Jean-Jacques. Pierre-Benoit meurt en 1811. Son gendre, le comte Hilarion de Lieclekerque-Beaufort, rachète alors toutes les parts de la famille Desandrouin qui n'avaient pas été dévolues à sa femme. Enfin, le fils de ce dernier, Florent-Charles-Auguste, et sa fille, Mme de Cunchy, vendent, en 1838 et 1839, conjointement avec les héritiers Cazin d'Honincthun ou leurs ayants droit, leurs propriétés minières aux sieurs Carpentier-Podevin, Théophile Brongniart-Bailly et Hyacinthe-François Chartier-Lahure, créateurs d'une société déjà formée sous le nom de Société de Fiennes. Le prix a été d'environ 840 000 francs.
Dans cette dernière phase de l'ancienne histoire des mines d'Hardinghen, les fosses du Ruisseau, du Bois d'Aulnes nos 4 à 12, Saint-Louis, Saint-Joseph, Sainte-Marguerite nos 2 et 3, du Bois des Roches no 4 (reprise), Deulin, Saint-Victor, du Grand-Courtil, Saint-Lambert, Saint-Jean, Coquerel, Saint-Ignace (reprise), Saint-Étienne, Dhieux (reprise), Hiart no 2, de l'Eau-Courte, Blondin, Concession (reprise), John, Delattre (reprise), Pâture-Dubois, Saint-Rémi, du Bois de Saulx no 2 (reprise), Petite-Société (reprise), du Nord, du Sud, Marquisienne et de Locquinghen, ont été ouvertes ou reprises.

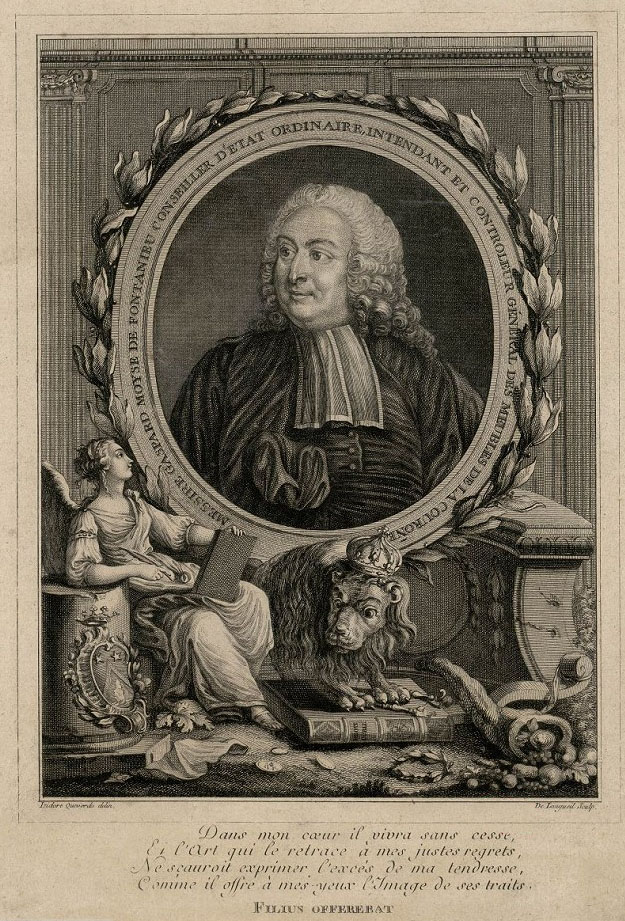
Portrait de Gaspard Moïse Augustin de Fontanieu, gravure de Joseph de Longueil (1730-1792), d'après François-Marie-Isidore Queverdo (1748-1797).

## L'exploitation par la famille de Fontanieu
Les mines de Fiennes appartiennent à Gaspard-Moïse de Fontanieu, seul ou en société, elles ont été exploitées pendant quarante ans environ, après la transaction de 1739, sous la direction de François Brunel, receveur général du marquisat de Fiennes. C'est dans cette période que sont creusées les fosses Ségard, du Fort-Rouge, La Hurie et Sans-Pareille. Gaspard-Moïse de Fontanieu, mort en 1757, a eu pour successeur son fils Pierre-Elisabeth. Celui-ci fait ouvrir, en 1782, la fosse du Riez-Marquin, et, en 1783, celles de Noirbernes. Il meurt en 1784.
Ses héritiers, Antoine-Louis, marquis de Belsunce, et Michel Doublet, marquis de Bandeville, cèdent temporairement la jouissance de leurs mines à Mme veuve François Brunet et à son fils, moyennant une redevance annuelle de 20 000 francs. François Brunet fils ouvre alors la fosse Espoir no 1, après l'arrêt de la fosse Sans-Pareille. il en dirige les travaux jusqu'en 1791, époque vers laquelle est encore exécutée la fosse de la Commune.

## Reprises successives
Le 1er juillet 1791, le marquis de Belsunce et les héritiers du marquis de Bandeville vendent leur terre de Fiennes et le droit d'en extraire le charbon à Jean-Baptiste-André Gallini, chevalier toscan, qui prend comme directeur le précité Mathieu. Il est stipulé que, sur la somme de 700 000 francs, montant de cette vente, 100 000 francs s'appliquent aux mines de Fiennes.
Gallini réside à Londres et ne s'occupe guère de son domaine du Boulonnais. Son régisseur David a laissé les affaires de son maître dans un désordre complet, les relations entre la France et l'Angleterre étant en outre très difficiles, il a fallu nommer un curateur. Le 26 pluviôse an VIII, le juge de paix d'Hardinghen choisit pour cette fonction le notaire Leducq, de Marquise.
Enfin, le 29 avril 1803, la terre de Fiennes est vendue à Pierre-Paul Jurquet, par jugement du tribunal de Boulogne. Gallini avait négligé de se prévaloir de la loi du 28 juillet 1791, de sorte que les mines de Fiennes ont cessé d'avoir une existence régulière. Elles ont continué néanmoins à être exploitées par lui (fosse des Limites sur Fiennes), puis par Jurquet ; mais leurs travaux n'ont pas tardé à décroître. En 1811, les fosses sont complètement en chômage, et elles ont été l'objet d'un procès-verbal officiel d'abandon en juin 1812.
Jurquet s'était, sur les entrefaites, laissé poursuivre pour non-payement, et, par jugement du tribunal de Boulogne du 15 juin 1810, la terre de Fiennes est adjugée à Pierre Ters, médecin à Paris, moyennant la somme de 560 000 francs.
Celui-ci présente peu de temps après une demande en concession. Il attendait, disait-il, pour entreprendre de nouveaux travaux, le titre qui devait régulariser sa situation. Mais il meurt en juin 1825 sans l'avoir obtenu, et cela sans doute par sa faute, car, le 22 décembre 1813, l'ingénieur des Mines annonçait à son administration que, malgré ses instances, Ters ne lui avait pas renvoyé le cahier des charges qu'il avait soumis à son examen. En outre, les années suivantes, aucune redevance n'a été payée à l'État au sujet des mines de Fiennes.

## La Société de Fiennes
Ters laisse pour unique héritière sa nièce Marie-Adélaïde Ters, qui avait épousé Charles-François Rottier, baron de Laborde. Après le décès de son mari, la baronne de Laborde cède, par acte du 10 décembre 1837, ses droits éventuels à la concession sollicitée par son oncle aux sieurs Carpentier-Podevin, Brongniart-Bailly et Chartier-Lahure, fondateurs de la Société de Fiennes, moyennant deux rentes de 1 500 francs et de 2 500 francs, la première payable pendant le temps où l'exploitation aurait lieu dans une étendue de trente-huit hectares soixante-et-onze ares vingt-quatre centiares alors demandée en extension par les propriétaires de la concession d'Hardinghen, l'autre pendant le temps d'exploitation de la future concession de Fiennes.
Et c'est seulement par ordonnance royale du 29 décembre 1840, qu'est instituée, en faveur de la baronne de Laborde, la concession de Fiennes, en vertu de l'article 53 de la loi du 21 avril 1810. De cette façon, les deux concessions d'Hardinghen et de Fiennes se sont trouvées réunies dans les mêmes mains et sont devenues la propriété de la Société de Fiennes. Auparavant les deux groupes, Hardinghen et Fiennes, avaient été continuellement en conflit, le premier réclamant une extension de la concession d'Hardinghen et s'opposant à l'institution de la concession de Fiennes. L'accord a été rétabli par leur fusion.
Le capital de la Société de Fiennes est de 1 800 000 francs, divisé en 600 actions de 3 000 francs. En 1838, il n'existe aucune fosse en activité sur Fiennes. Dans Hardinghen, il n'y en a que trois : celles du Nord, du Sud et de Locquinghen. On n'y exploite que quelques lambeaux de veines à de faibles profondeurs. Celles du Nord et de Locquinghen doivent être prochainement abandonnées. De plus, la fosse Marquisienne est en préparation. On entreprend, cette même année, dans la concession de Fiennes, quatre nouvelles fosses : Vieille-Garde, Sainte-Barbe, Boulonnaise et Espoir no 2, celle-ci voisine de l'ancienne fosse Espoir no 1. Boulonnaise et Espoir no 2 atteignent seules le terrain houiller. Leur mise en exploitation, particulièrement celle de la fosse Espoir no 2, où l'on monte de suite, pour l'épuisement et l'extraction, une machine de 35 chevaux, permet de porter rapidement la production annuelle du groupe Hardinghen-Fiennes de 50 000 à 200 000 hectolitres, et il n'y a eu aucune difficulté pour la vendre, un permis administratif ayant été accordé pour cet objet à Mme de Laborde, avant l'institution de la concession de Fiennes.
En 1840, les fosses Marquisienne, de Locquinghen et Boulonnaise, sont abandonnées. D'autre part, le champ d'exploitation de la fosse du Nord est réservé exclusivement à celle du Sud. En 1841, on exécute sans succès la fosse Bouchet. En 1845, on exploite cinq veines par les fosses Espoir no 2 et du Sud, avec retour d'air par la Boulonnaise, et l'on en tire 600 à 700 hectolitres de charbon par jour. Les travaux sont alors limités, du côté de l'ouest, par le calcaire carbonifère, et par suite peu étendus. Mais le prolongement du bassin vers le couchant ayant été découvert en juin 1847 au-delà de la faille de Locquinghen, on a résolu d'ouvrir une nouvelle fosse dans cette direction : Renaissance no 1. Commencée le 15 novembre 1847, elle atteint le terrain houiller sous 111 mètres de terrains supérieurs, dont 92,50 mètres de calcaire carbonifère. Un peu plus tard, en 1850, on entreprend, au sud de la Renaissance no 1, une autre fosse que l'on appelle fosse du Souich. Le puits traverse 52 mètres de terrains supérieurs, dont 34 mètres de calcaire, avant d'entrer dans le terrain houiller. Ayant rencontré celui-ci au sommet d'une selle, il n'y a trouvé que des couches amincies par places, brisées et très irrégulières. Pour corriger l'effet de ce mécompte et se procurer du charbon en quantité suffisante, on a creusé en toute hâte les fosses de la Verrerie (1852), dans l'ancien bassin.
D'autre part, la fosse Renaissance no 1, après avoir subi des fortunes diverses, a été remise en exploitation, lorsqu'en janvier 1852, elle est envahie par une venue d'eau ayant son origine dans le toit de la veine à Cuerelles. On l'abandonne pour ce motif, l'exploitation restant concentrée à la fosse Espoir no 2, aidée pendant quelque temps par les fosses du Souich et de la Verrerie. Puis, l'on commence en 1853, au nord de la Renaissance no 1, une fosse dite fosse Providence. Le creusement du puits a été laborieux, à cause de la dureté des terrains et de l'abondance des eaux. Toutefois, après avoir traversé 163 mètres de calcaire, il entre dans le terrain houiller, en juillet 1858, au niveau de 177 mètres.
En 1860, la fosse Providence atteint la profondeur de 270 mètres, elle a traversé plusieurs couches de houille, dont deux ont immédiatement été mises en exploitation. L'extraction annuelle du groupe d'Hardinghen et de Fiennes, qui a été considérablement réduite en 1858, à la suite de l'inondation de la fosse Espoir no 2, et malgré l'ouverture précipitée des petites fosses Hibon et Jasset, à l'est de la faille de Locquinghen, a pu ainsi remonter bientôt au-dessus de 200 000 hectolitres. En outre, les travaux ont repris à la Renaissance no 1 en 1862, et l'on ouvre, au commencement de la même année, la fosse no 1 des Plaines. Malheureusement, au mois de novembre 1864, c'est au tour de la fosse Providence de subir l'invasion des eaux. Un décollement s'est produit entre le calcaire et le terrain houiller, et il se déclare une venue d'eau de 3 500 mètres cubes par 24 heures, dont l'épuisement réclame l'installation d'une puissante machine.

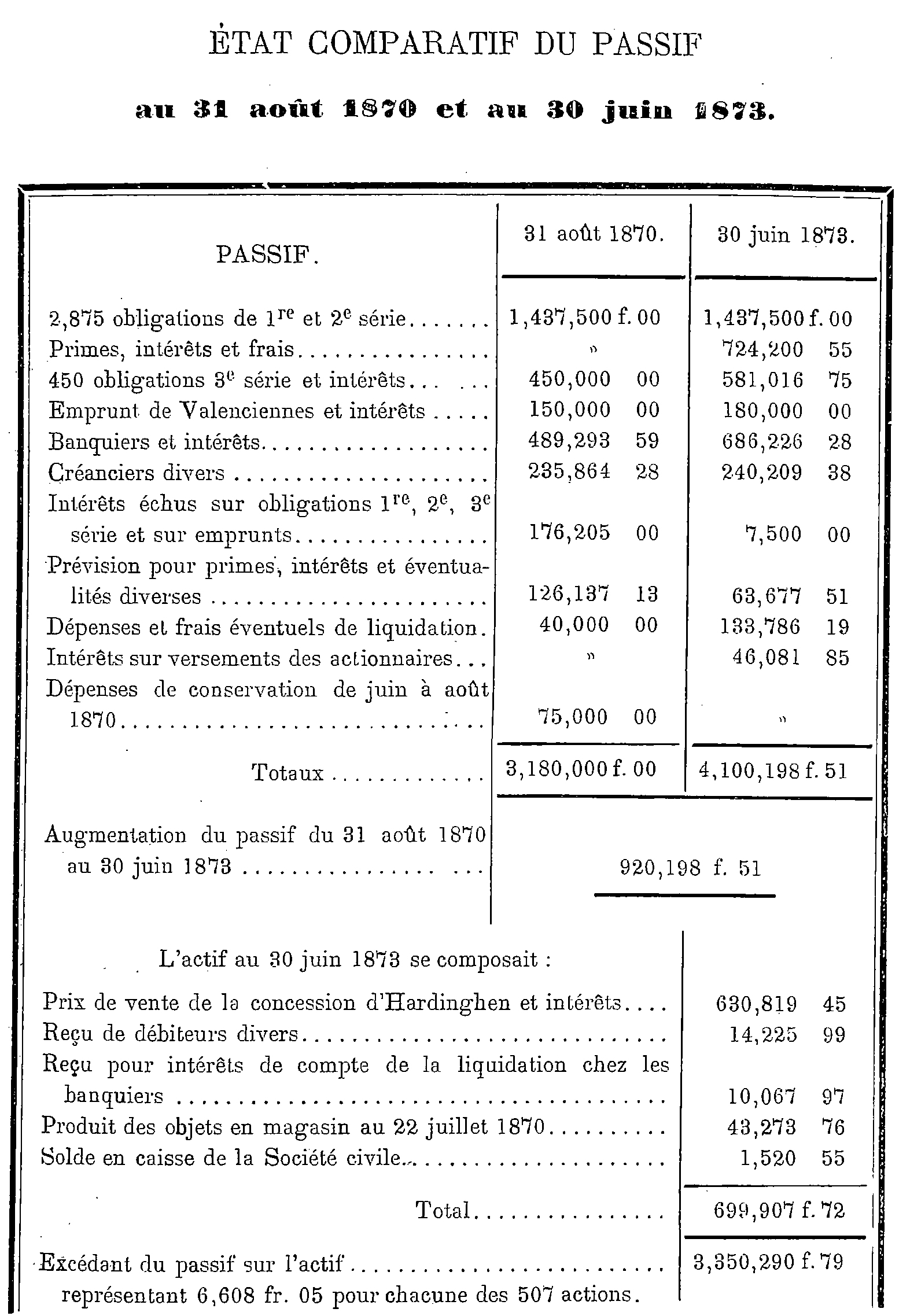
État comparatif du passif au 31 août 1870 et au 30 juin 1873.

Cet accident a rendu très critique la situation de la compagnie. De 1842 à 1858, elle avait fait quelques bénéfices, et elle avait pu distribuer 628 000 francs de dividendes dans cet intervalle, mais son compte de premier établissement n'avait cessé de s'accroître. À la fin de 1864, son capital est entièrement immobilisé. Elle est endettée de près de 400 000 francs, et a perdu tout crédit. Elle suspend de nouveau, à cette époque, les travaux de la Renaissance. Une consultation est demandée à Callon, Adrien Aubé de Bracquemont et Cabany. Dans leur rapport du 28 mars 1865, ces ingénieurs concluent à la reprise de l'exploitation, après établissement d'une puissante machine d'épuisement au puits de la Providence. Les dépenses sont évaluées à 754 000 francs, et le temps nécessaire à l'exécution des travaux à trois ans. Pour continuer l'extraction pendant ce temps, on reprend, en 1865, la fosse Renaissance, où l'on a installé en 1862 une machine d'épuisement de deux-cents chevaux, et, la fosse des Plaines no 1 ayant été inondée en 1864, on ouvre immédiatement la fosse des Plaines no 2, où l'on établit une machine d'épuisement de quatre-vingt chevaux. D'autre part, on fait, à la fin de 1865, une nouvelle tentative d'exploitation à la fosse du Souich, et on creuse la fosse du Bois-Lannoy. Ces artifices ont permis d'obtenir une production encore appréciable, mais très variable, et incomparablement plus faible que celles des années antérieures à 1864.
Mais l'installation d'une machine d'exhaure de 700 chevaux à la fosse Providence devait, selon les espérances que l'on avait conçues, rétablir les affaires de la société. En avril 1869, on peut déjà extraire de cette fosse cinq-cents hectolitres de charbon par jour. La production est allée ensuite en augmentant. Elle atteint mille hectolitres en août, et deux-mille en décembre. C'est alors que la rupture d'un retour d'eau à la machine d'épuisement a entraîné une inondation nouvelle, et par conséquent une suspension des travaux qui devait durer au moins six mois.
La société est incapable de supporter cette nouvelle épreuve. La remise en état de la fosse Providence, qui avait été évaluée à 754 000 francs, avait, en réalité, coûté deux millions de francs. Il a fallu faire les plus grands efforts pour se procurer cette somme à des conditions extrêmement onéreuses. On est à bout de forces : les dettes s'élèvent à environ trois millions de francs. Il aurait encore fallu emprunter cinq-cent-mille francs. Après de vaines tentatives, une assemblée générale du 30 mai 1870 décide la liquidation de la société.

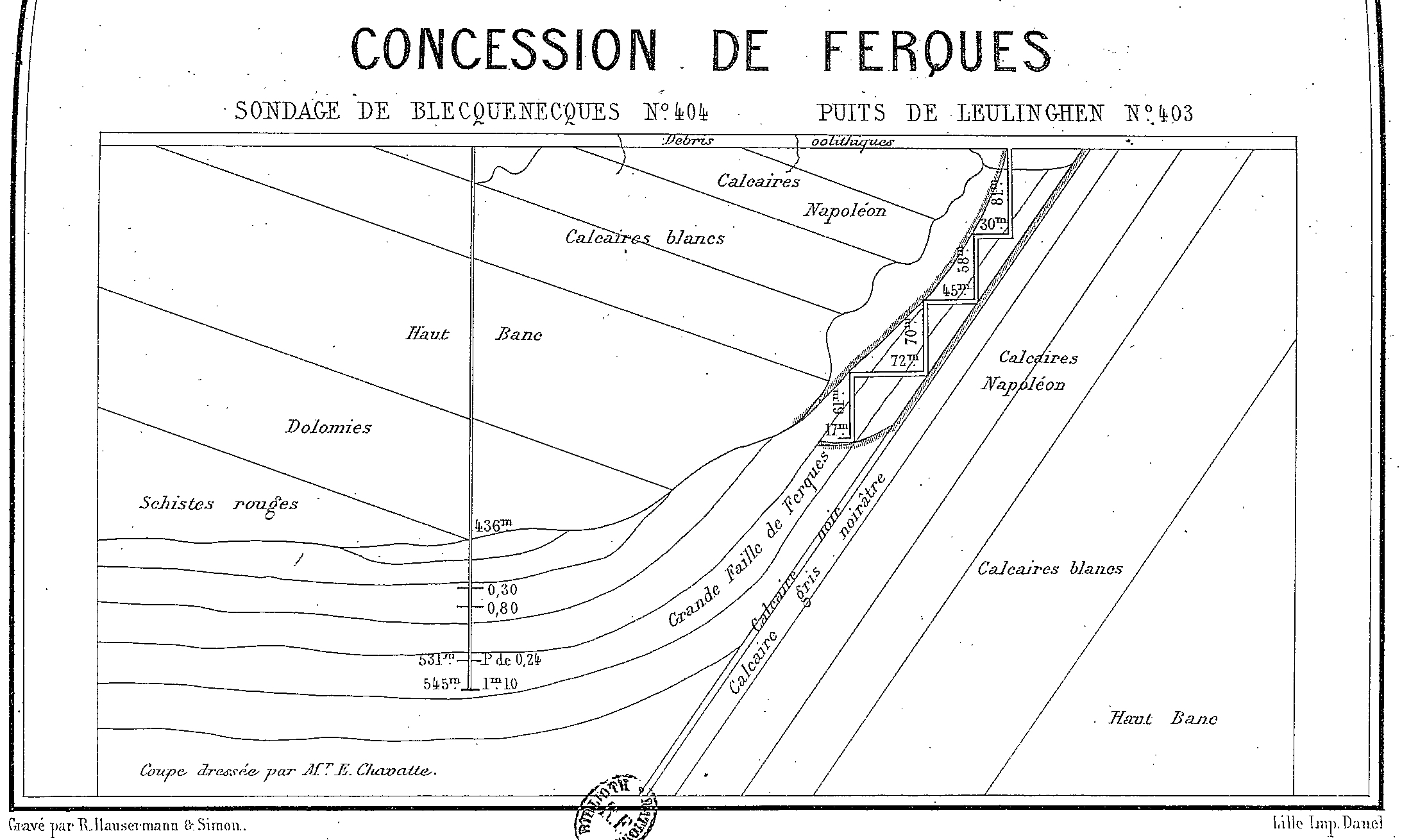
Coupe verticale passant par le sondage de Blecquenecques et la fosse de Leulinghen.

## La Société de Ferques
La houille a été découverte en 1835 dans la commune de Ferques, une troisième concession, dite concession de Ferques, est instituée par ordonnance royale du 27 janvier 1807 en faveur de MM. Frémicourt père et fils, Parizzot, Richardson et Davidson. Les propriétaires de la concession de Ferques, instituée par ordonnance royale du 27 janvier 1837, constituent, par acte des 17 mars et 19 avril suivants, une société en commandite par actions, au capital de 2 400 000 francs, divisé en 480 actions de 5 000 francs.
Cette société poursuit dans la petite bande houillère de Ferques, à peu près à égale distance des clochers de Ferques et de Leulinghen, le creusement d'un puits (Frémicourt no 1), qui avait été commencé par ses fondateurs, les sieurs Frémicourt et consorts. Les travaux de ce puits ayant échoué, et d'autres recherches exécutées à l'est et à l'ouest de la fosse n'ayant pas donné de résultats encourageants, la société, qui avait d'autre part éprouvé des échecs à des puits situés à Caffiers et à Landrethun, a été amenée à se dissoudre, bien qu'elle n'avait pas épuisé son capital. Elle entre en liquidation le 5 septembre 1842, et, le 22 octobre 1843, ses liquidateurs adressent au préfet du Pas-de-Calais une déclaration de renonciation à la concession.
Un peu plus tard, au commencement de 1845, un sieur Bonvoisin, propriétaire à Leulinghen, découvre de la houille en labourant son champ. Il fait ensuite quelques fouilles heureuses dans la même région. De son côté, la première société de Fiennes vient entreprendre, non loin de la propriété Bonvoisin, des recherches qui lui ont fait reconnaître l'existence du terrain houiller et de la houille le 7 septembre 1845. À la suite de sa découverte, Bonvoisin présente, le 30 août 1845, une demande en concession, et constitue, le 17 septembre suivant, une société dite des mines de Leulinghen.

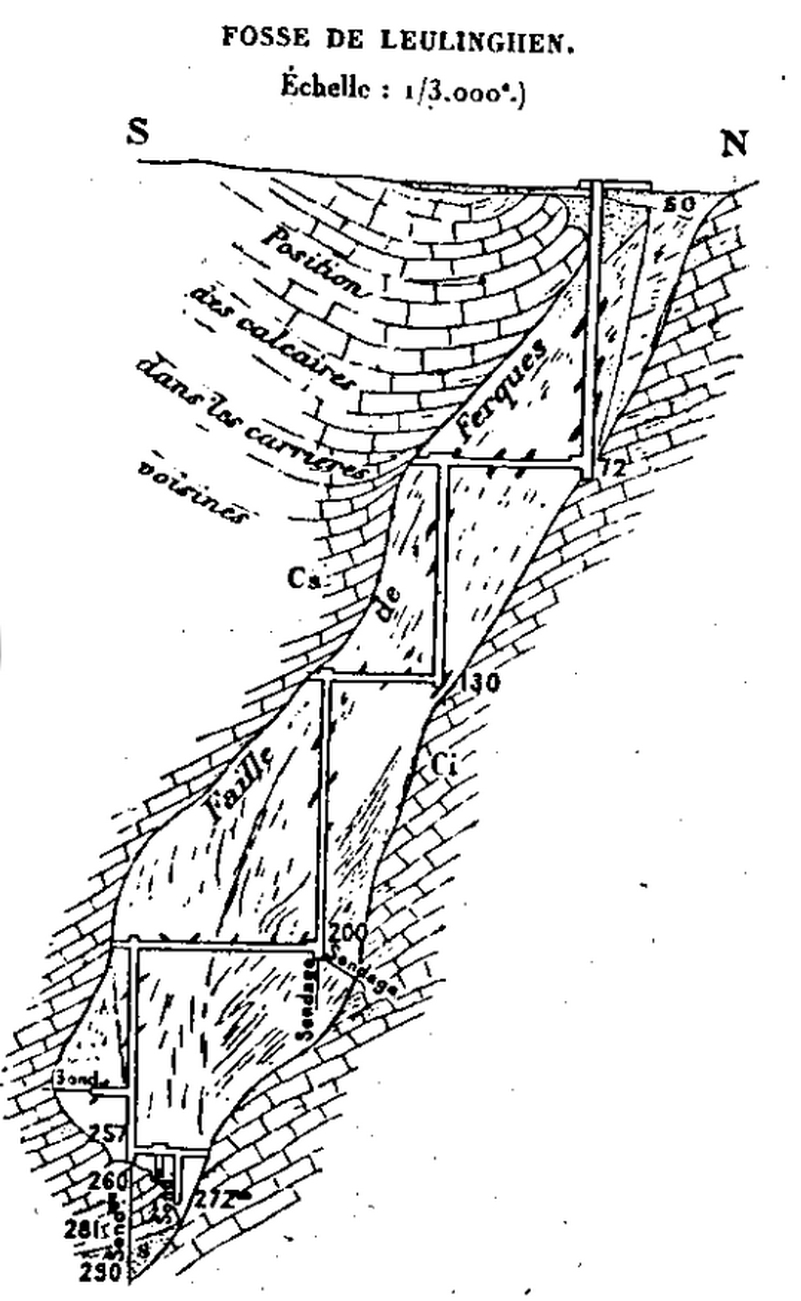
La fosse de Leulinghen.

De son côté, la Société de Fiennes sollicite, à la date du 15 septembre 1845, une extension de sa concession d'Hardinghen vers Leulinghen. Mais la renonciation de la société de Ferques n'ayant pas encore été acceptée, cette société s'empresse de la retirer par lettre du 29 septembre 1845, et elle a été maintenue dans la propriété de la concession de Ferques par décision ministérielle du 26 juin 1847. Les demandes ci-dessus sont restées ainsi sans effet, malgré les protestations de leurs auteurs. Après cette décision, la mine de Ferques a été vendue à une nouvelle société qui s'est constituée, en 1847, au capital de 3 600 000 francs, divisé en 7 200 actions de 500 francs, pour entreprendre des travaux dans la région récemment explorée.
En 1848, elle ouvre le puits de Leulinghen, qui a servi à exploiter, par une succession de travers-bancs horizontaux et de bures verticaux, un petit gisement houiller compris entre le calcaire carbonifère du nord et la faille de Ferques. Ces travaux n'ont découvert que du terrain houiller broyé, renfermant des amas irréguliers de houille. Cette société entreprend aussi le sondage de Guînes, qui atteint le Dévonien supérieur (schistes et grès de Fiennes), et celui d'Hallines, non loin de Saint-Omer, qui a été arrêté dans les schistes de Beaulieu (Frasnien). Aucune de ces tentatives n'ayant réussi, la deuxième société de Ferques suspend ses travaux en 1852, elle entre en liquidation en 1866. Ayant été vainement mise en demeure de les reprendre, elle a été déclarée déchue de sa concession par arrêté du ministre des Travaux publics du 21 janvier 1874. La mine, mise en vente publique, est adjugée le 9 janvier 1870, moyennant le prix de deux-cent-mille francs, à Constantin Descat, propriétaire à Roubaix, et Charles Deblon, propriétaire à Lille.
Les nouveaux acquéreurs exécutent à Blecquenecques et à Hidrequent deux sondages qui démontrent l'existence d'un gisement houliler très intéressant. Ils sollicitent une extension de leur concession vers le sud qui, ayant été l'objet d'une demande en concurrence de la Compagnie des charbonnages de Réty, Ferques et Hardinghen, leur a été refusée par un décret du 15 avril 1886. Puis, quand il s'agit de constituer une société d'exploitation, ils n'en ont pas été capables. Déchus à leur tour par arrêté ministériel du 23 juillet 1894, ils ont vu leur concession adjugée le 23 mars 1895 à la société de Calais-Boulogne, pour la somme de 2 055 francs. L'adjudication a été approuvée par décision ministérielle du 20 avril suivant. La société de Calais-Boulogne, en liquidation, a vendu enfin la concession de Ferques à M. A. Tellier, propriétaire à Louvroil, par acte du 16 février 1898, pour le prix de deux-cent-mille francs.

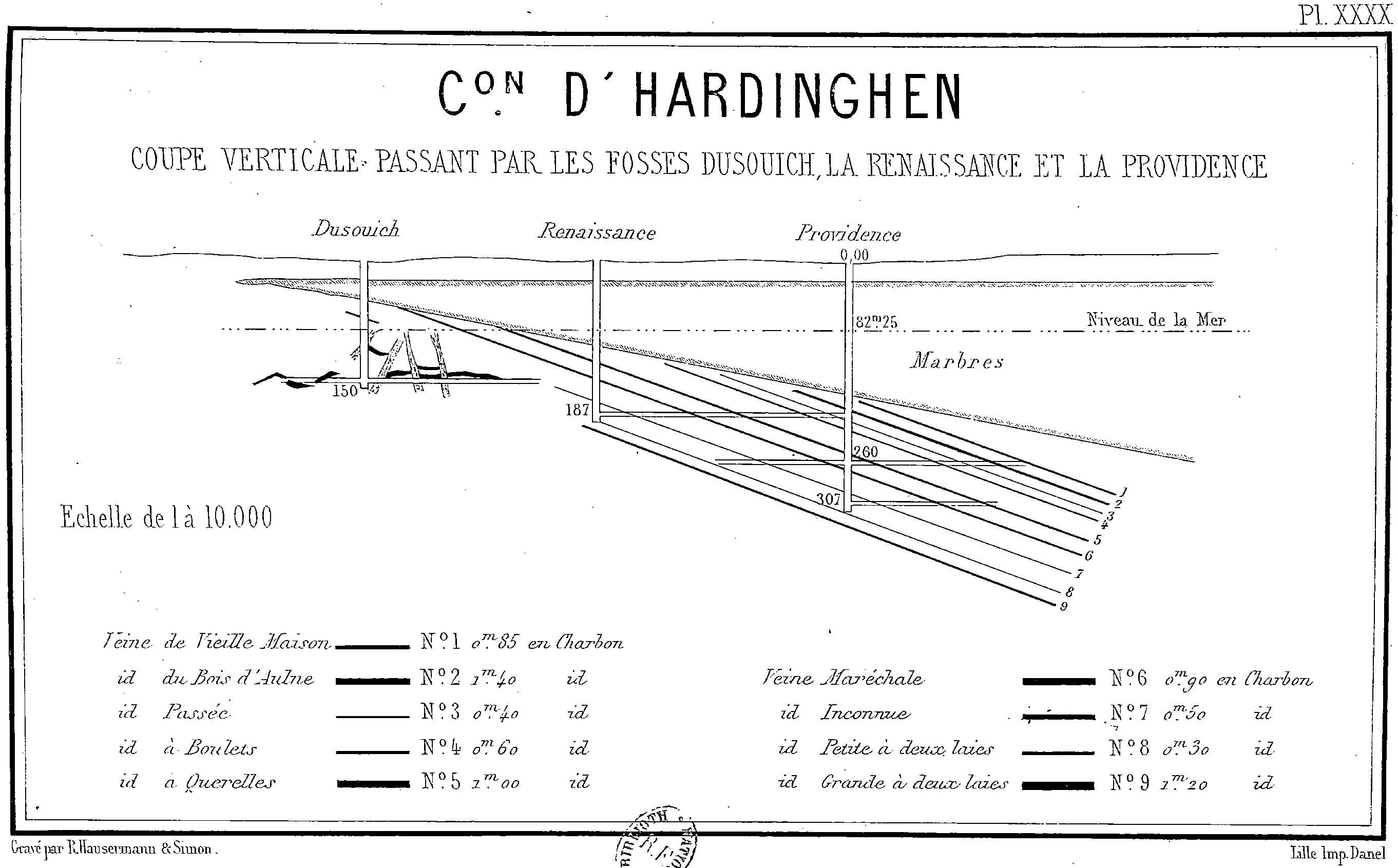
Coupe verticale passant par les fosses Dusouich, La Renaissance et La Providence.

M. A. Tellier constitue, à la date du 21 septembre 1898, une société anonyme, dite des mines de houille de Ferques, au capital de trois millions de francs, divisé en 6 000 actions de 500 francs. Cette société a entrepris, vers la limite sud de la concession, entre les méridiens des sondages de Blecquenecques et d'Hidrequent, deux puits qui ont atteint le calcaire carbonifère, et dont on a renoncé à poursuivre le fonçage à niveau vide, à cause de l'affluence des eaux. Le creusement de l'un d'eux, à niveau plein, par le procédé Kind-Chaudron est poursuivi vers 1904.

## La Compagnie des charbonnages de Réty, Ferques et Hardinghen
Mise en adjudication devant le tribunal de Boulogne le 24 juin 1870, la concession d'Hardinghen est vendue 121 000 francs au sieur Broquet-Daliphard, mais une surenchère ayant été mise par MM. Bellart et fils, banquiers à Calais, et d'autres créanciers de la société de Fiennes, elle est définitivement adjugée, le 22 juillet suivant, à un syndicat d'anciens actionnaires de cette société, moyennant le prix de 550 000 francs.
Ce syndicat forme, le 5 décembre 1871, une société anonyme qui prend la dénomination de Compagnie des charbonnages de Réty, Ferques et Hardinghen. Son capital, qui était originairement de 1 200 000 francs, est porté, en septembre 1874, à deux millions de francs, correspondant à 4 000 actions de cinq-cents francs. On fait, en outre, à partir de la fin de 1876, l'émission de deux millions de francs environ d'obligations. En 1871 - 1872, la machine d'épuisement de la fosse Providence est réparée, le puits remis en état, approfondi à 317 mètres, et pourvu d'une machine d'extraction de la force de 250 chevaux. À la Renaissance, on monte une nouvelle pompe de 250 chevaux.

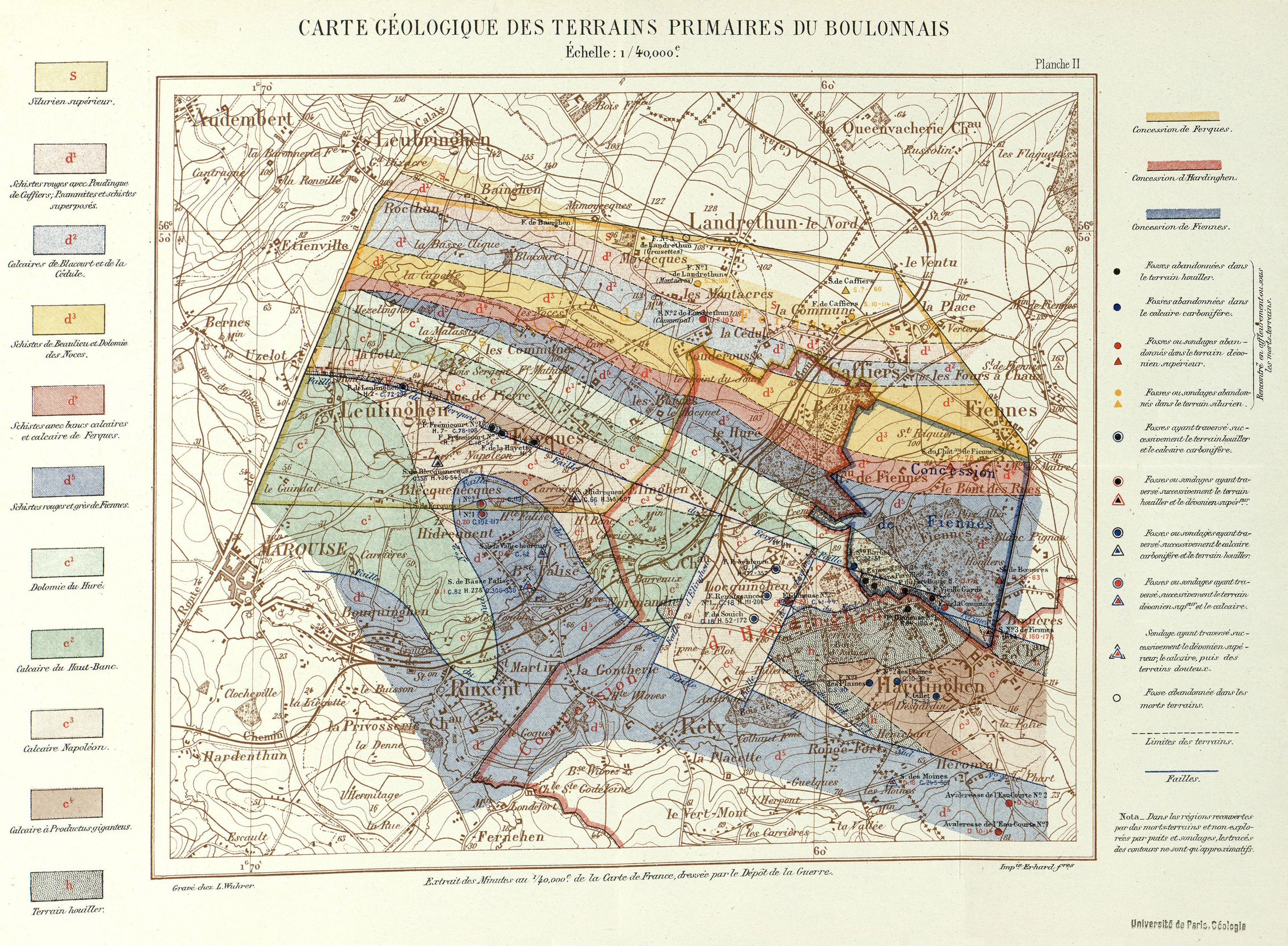
Carte géologique des terrains primaires du Boulonnais (1904).

Un chemin de fer est construit pour relier ces fosses à la gare de Caffiers sur la ligne de Boulogne-Ville à Calais-Maritime. L'extraction se développe ainsi progressivement, elle atteint 94 000 tonnes en 1876, et, en 1880, 95 000 tonnes. Cette même année, on découvre la faille d'Élinghen, au-delà de laquelle on retrouve le prolongement du bassin d'Hardinghen, renfermant de grandes ressources en houille. Mais les pertes sont considérables, en raison des charges financières et de l'élévation du prix de revient, grevé de frais d'épuisement très lourds, au moins trois francs par tonne de charbon extrait. Aussi, les ressources créées en 1876 ont été insuffisantes. On décide de porter le capital de deux millions de francs à cinq millions de francs, et le nombre des actions de quatre-mille à dix-mille lors de l'assemblée générale du 5 mai 1881. Mais cette combinaison a échoué. En même temps, la production retombe, après 1880, aux environs de 60 000 tonnes, quoi que l'on fasse pour l'augmenter. Les déficits ne cessent de s'accroître, on n'a plus comme moyens de trésorerie, très précaires, que les avances faites par les banquiers. Enfin l'inondation des travaux est toujours imminente. En 1881 et 1882, plusieurs invasions d'eau se sont produites à la Providence et à la Renaissance, et l'on s'est décidé à installer une nouvelle pompe d'épuisement de cinq-cents chevaux à cette dernière fosse, dont les tailles s'étaient trop approchées, vers l'est, des anciens travaux de l'Espoir no 2. Elle a commencé à fonctionner à la fin de 1882. Pour comble de malheur, le sondage des Moines, entrepris pour explorer la partie centrale de la concession d'Hardinghen, n'a donné aucun résultat. Une pareille situation ne pouvait manquer d'aboutir à une catastrophe.

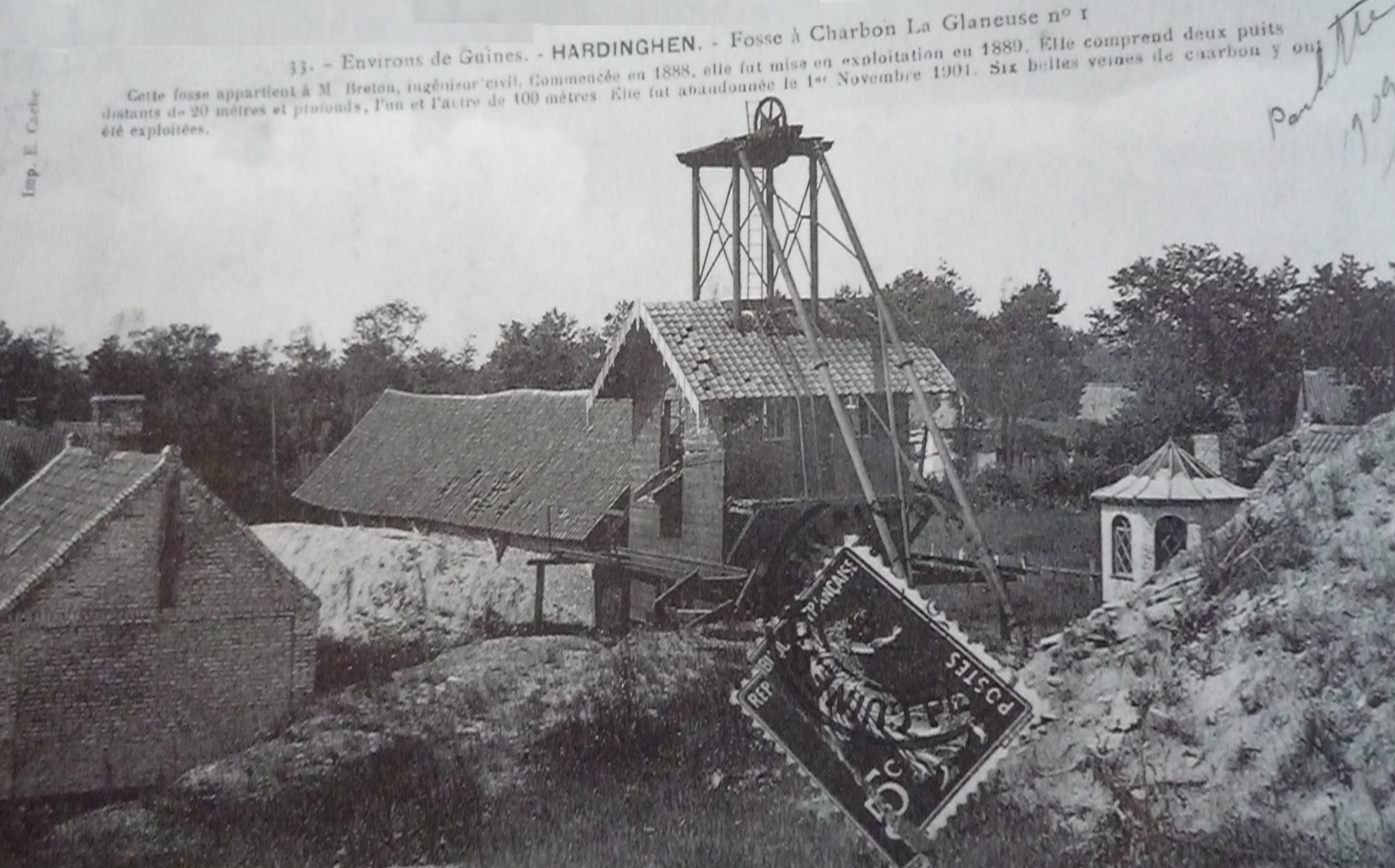
Carte postale ancienne montrant la fosse La Glaneuse n° 1, divers bâtiments, et sur la droite, le terril.

En 1885, la dette flottante s'élève à plus de 4 600 000 francs, la compagnie a dû entrer en liquidation. Le 16 décembre 1885, la concession d'Hardinghen est vendue 320 100 francs à Louis Bellart père, banquier à Calais, ancien président du conseil d'administration de la Compagnie de Réty, Ferques et Hardinghen. Mais, le 2 février 1886, M. Bellart père est obligé de suspendre ses paiements. La mine est alors abandonnée.
Elle est rachetée, le 22 août 1888, par Ludovic Breton, ingénieur civil des Mines, à Calais, pour le prix de 17 100 francs, y compris le chemin de fer aboutissant en gare de Caffiers, mais à l'exclusion des maisons ouvrières. Il y ouvre une fosse d'extraction (Glaneuse no 1), et y exécute quelques autres travaux (fosses Glaneuse no 2 et de la rue des Maréchaux). La fosse Glaneuse no 1 est mise en chômage le 1er novembre 1901, après avoir fourni 23 000 tonnes de charbon.

## La seconde Société de Fiennes
La concession de Fiennes, appartenant à l'ancienne Société de Fiennes, mise en liquidation en 1870, n'a été vendue par adjudication publique que le 23 février 1876. Elle est acquise, moyennant le prix de 100 000 francs environ, par un groupe qui se constitue définitivement sous le nom de société civile des houillères de Fiennes, par acte du 24 octobre suivant. Transformée le 24 juillet 1877 en société anonyme, cette compagnie a été mise au capital de 1 525 000 francs, divisé en 3 050 actions de cinq-cents francs. La concession de Fiennes était effectivement en chômage depuis l'année 1849, époque à partir de laquelle la fosse Espoir no 2 n'avait plus extrait de charbon que de la concession d'Hardinghen. La nouvelle société n'y a exécuté aucun travail d'exploitation, mais elle a entrepris, de 1875 à 1877, trois sondages dans sa concession. De plus, elle a commencé, à l'ouest de la concession de Ferques, au-delà de la route de Boulogne à Calais, un autre sondage, appelé sondage de Witerthun, qui a alors été abandonné à la profondeur de 599,70 mètres dans le calcaire carbonifère, et qui a été continué, en 1900, par une autre société, dite société de recherches du Bas-Boulonnais.
En 1878, la société des houillères de Fiennes a épuisé toutes ses ressources. Elle a dû entrer en liquidation, et a été dissoute le 22 avril 1879, la concession a été vendue à Charles Lalou, ainsi que le sondage de Witerthun, pour 53 000 francs, par acte passé devant M. Bauduin, notaire à Paris, le 12 août suivant. Depuis cette époque, elle est restée en chômage.